# Gezelschap der Cincinnati

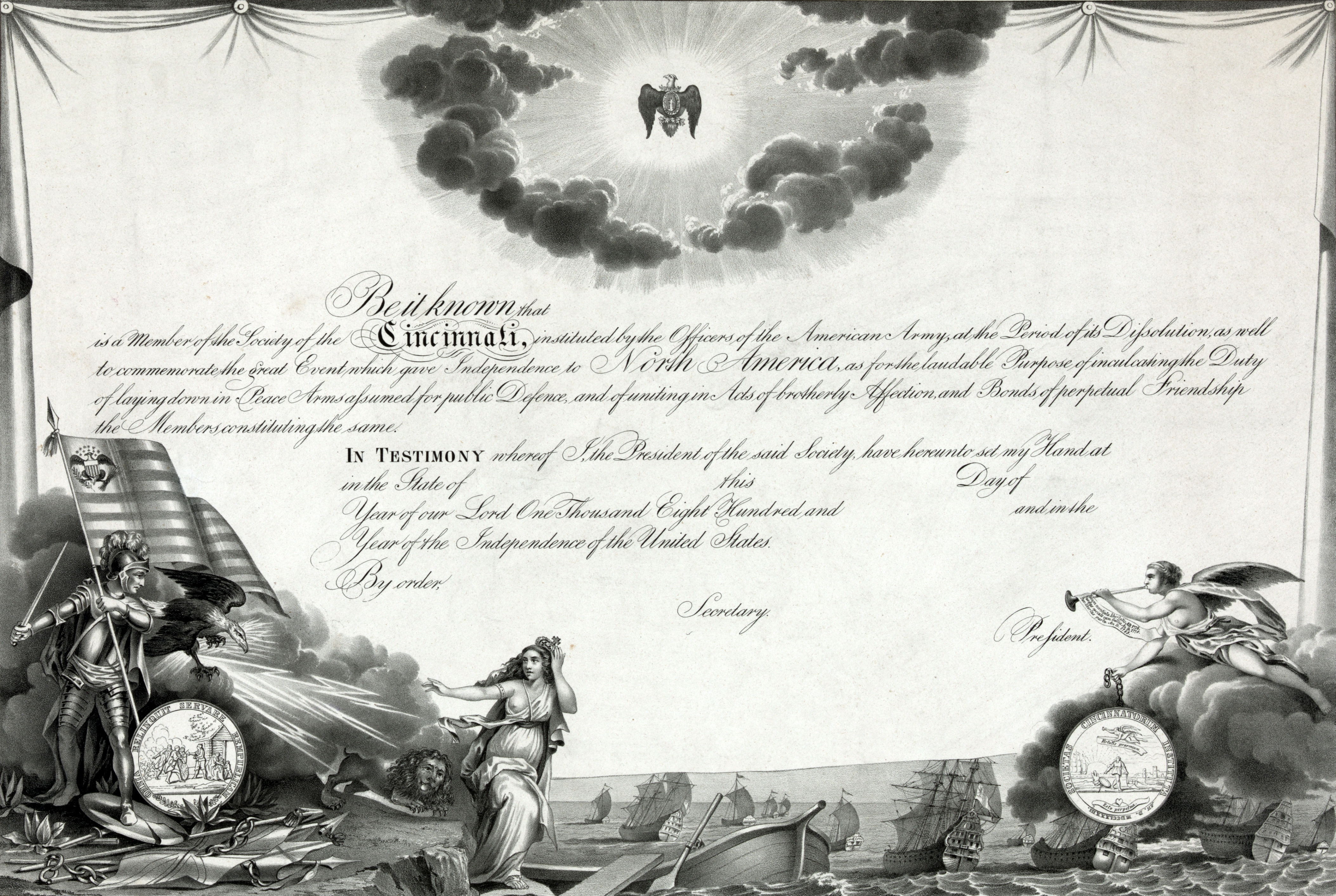
Lidmaatschapskaart

Het Gezelschap der Cincinnati (Engels: "Society of the Cincinnati"), ook wel Orde van Cincinnatus genoemd, is een Amerikaans-Frans gezelschap van vooraanstaande patriotten. De organisatie stamt uit de Amerikaanse vrijheidsoorlog en werd in 1783 ingesteld. Het doel was de idealen en de kameraadschap van de officieren uit Frankrijk en Amerika levend te houden. Het Gezelschap had ook een politiek doel in de eis dat veteranen een pensioen zouden moeten ontvangen.
Nu dat doel kon worden gerealiseerd nam de orde de rol van een niet-commercieel historisch en onderwijskundig genootschap aan. Met behulp van de bibliotheek wordt de belangstelling voor de Amerikaanse revolutie en de bevrijdingsoorlog levend gehouden.

## Oorsprong
Het initiatief voor het stichten van het gezelschap was van Generaal-Majoor Henry Knox. De eerste bijeenkomst was een diner op Verplanck House in Fishkill, New York in mei 1783. De bijeenkomst werd voorgezeten door Luitenant-Kolonel Alexander Hamilton en de aanwezigen namen zich voor om na de overwinning contact te blijven houden. Het lidmaatschap was gereserveerd voor officieren die ten minste drie jaar in het leger of de marine hadden gediend en de hogere officieren van de Franse strijdkrachten die de jonge Verenigde Staten bijstonden in de onafhankelijkheidsstrijd.
Later volgde de oudste zoon zijn vader na diens overlijden op. De huidige erfelijke leden moeten afstammen van een officier die in 1783 in aanmerking kwam voor het lidmaatschap, voor afstammelingen van officieren in de vrijheidsstrijd stierven of sneuvelden en officieren die in de nadagen van de onafhankelijkheidsoorlog in de Amerikaanse strijdkrachten dienden. Deze primogenituur, het vererven op de oudste zoon, bracht het Gezelschap der Cincinnati de naam een eerste stap te zijn tot het vormen van een Amerikaanse adelstand.
De naamgever was de Romeinse staatsman en veldheer Lucius Quinctius Cincinnatus die na zijn dictatuur en Consulaat vrijwillig terugkeerde naar zijn boerderij. Hij was in de 18e eeuw een veelgeprezen voorbeeld van patriottisme en republikeinse integriteit. Het motto van het Gezelschap der Cincinnati Omnia relinquit servare republicam ("Hij gaf alles om de Republiek te dienen") herinnert aan deze onzelfzuchtigheid. Achter de figuur van Cincinnatus kan men George Washington ontwaren die eveneens afzag van absolute macht in het nieuwe land.
De drie "Onveranderlijke Beginselen" van het Gezelschap waren "Het bewaren van de zo moeizaam gewonnen rechten", "het bevorderen van de voortdurende unie van de staten" en "het ondersteunen van de hulpbehoevende leden, hun weduwen en wezen".
Binnen twaalf maanden was het Gezelschap een gevestigde instelling. Van de 5500 officieren die voor lidmaatschap in aanmerking kwamen werden er 2150 binnen dat jaar lid en zij kwamen uit alle dertien staten van de nieuwe unie. De Franse Koning Lodewijk XVI stichtte op 4 juli 1784 de Franse afdeling van het Gezelschap. De regel dat Franse officieren naast de Militaire Orde van de Heilige Lodewijk en het Militair Instituut, de protestantse evenknie van deze koninklijke orde, geen vreemde eretekens mochten dragen gold niet voor het kleinood van het Gezelschap der Cincinnati. Franse militairen die in Amerika hadden gevochten waren trots op hun ereteken en het voorrecht om de kleine adelaar aan het rood-wit-blauwe lint te mogen dragen werd hogelijk gewaardeerd.
Ten minste een van de Franse Cincinnati, Armand Louis de Gontaut-Biron, Hertog van Lauzun en Biron, de held van het beleg van Yorktown werd tijdens de Franse Revolutie geguillotineerd.
De eerste drie "Presidenten-Generaal" of Voorzitters van het Gezelschap der Cincinnati waren George Washington, Alexander Hamilton en Charles Cotesworth Pinckney. In de beginjaren waren 23 van de "Founding Fathers", de ondertekenaars van de Onafhankelijkheidsverklaring, lid van het Gezelschap. Later volgden tal van vooraanstaande Amerikanen.
Twee leden, de President-Generaal Alexander Hamilton en Aaron Burr, hebben in de omgeving van New York geduelleerd nadat Hamilton een, onbekend gebleven, roddel over Burr in omloop had gebracht. Burr schoot Hamilton door het voorhoofd.

## Insignia

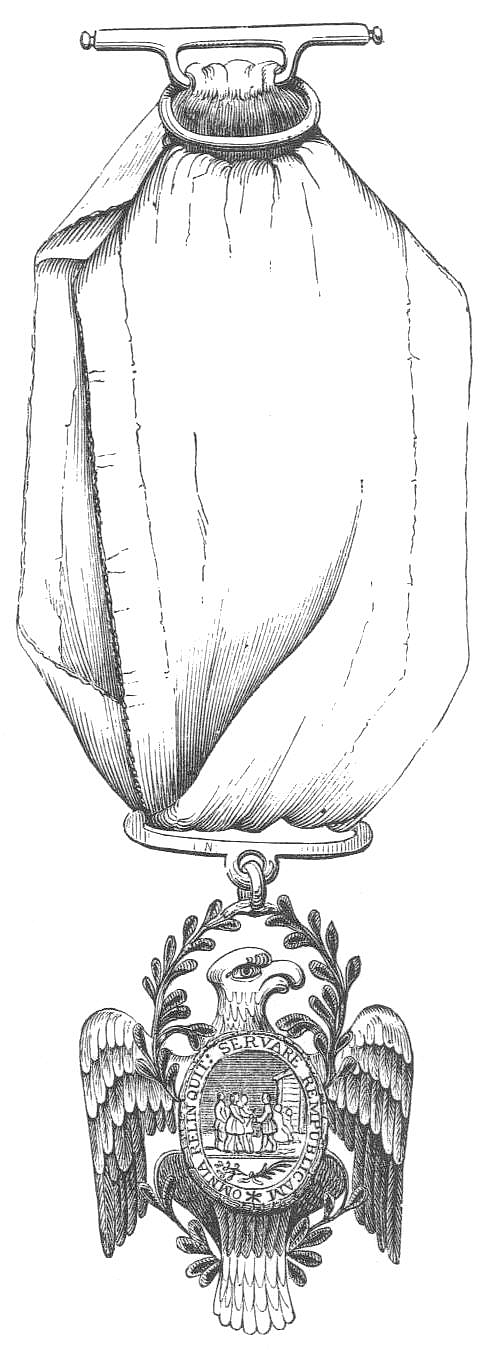
De Adelaar van de Cincinnati in B.J. Lossings Pictoral Field Book of the Revolution

Het insigne is sinds 19 juni 1783 een Amerikaanse adelaar aan een lichtblauw lint met een rode en witte bies. Het centrale medaillon toont aan de voorzijde Cincinnatus die van de Romeinse senatoren een zwaard krijgt aangereikt en op de keerzijde Cincinnatus aan de ploeg. De personificatie van de roem, Pheme, reikt een lauwerkrans aan. Het ontwerp is van een Fransman, de officier Pierre L'Enfant. L'Enfant verwierf later faam als ontwerper van het stratenplan van Washington.
Een door Washington gedragen en speciaal vormgegeven adelaar werd in 1824 aan de Fransman Markies de Lafayette uitgereikt. Deze onderscheiding bleef tot 2007 in de familie Du Motier en werd op 11 december 2007 in de originele rode leren doos op 5,3 miljoen dollar geveild. De koper was de Josée and René de Chambrun Foundation die het kleinood weer naar het Chateau La Grange liet brengen.
Washington bezat drie adelaars, één daarvan was met diamanten bezet en was een geschenk van Franse matrozen. Dit was de door de Eerste Amerikaanse president bij voorkeur gedragen onderscheiding. Na Washingtons dood werd het het insigne van de President Generaal van het Gezelschap der Cincinnati.
De Cincinnati-adelaar is op diverse belangrijke openbare plaatsen opgenomen, waaronder bij de Foutain Square in het stadscentrum van Cincinnati, Ohio, de stad die vernoemd is naar dit genootschap.

## Reacties op het Gezelschap der Cincinnati

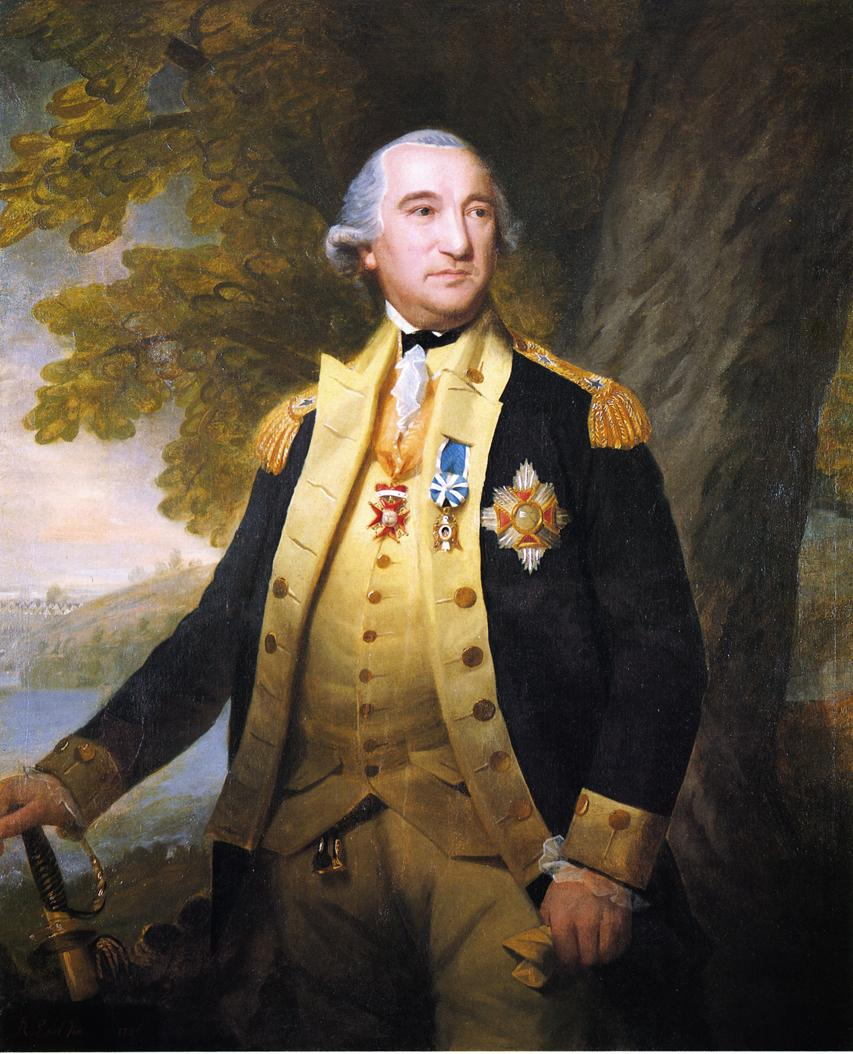
Baron von Steuben

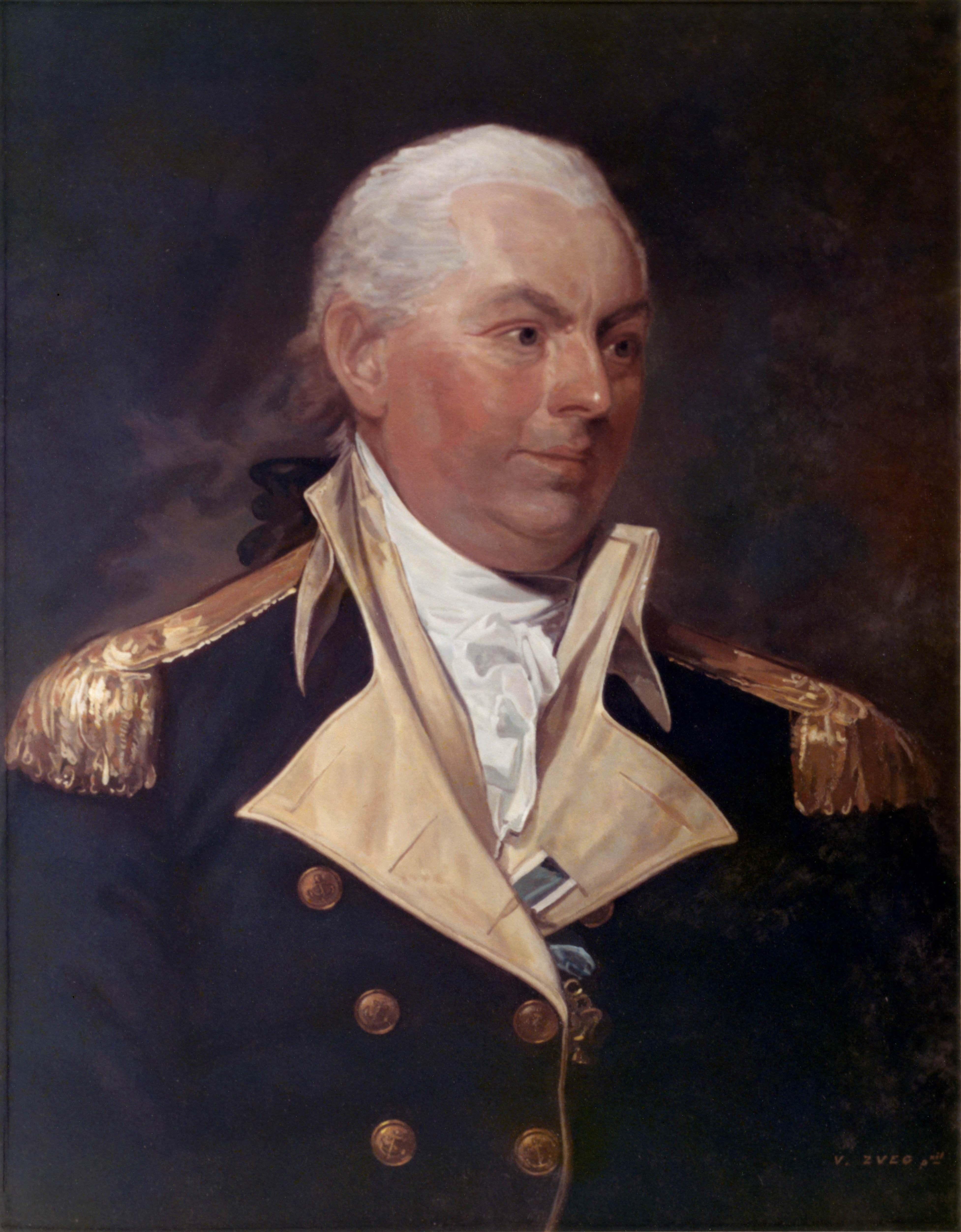
John Barry

De leden van het genootschap waren zeer invloedrijk. Dat bracht ook kritiek teweeg, de Verenigde Staten wilden immers een radicaal nieuwe en democratische samenleving vormen en deze quasi-ridderorde deed denken aan de exclusieve gezelschappen die de macht in Europa domineerden. Thomas Jefferson was kritisch over het gezelschap dat hem aan een ongewenste adelstand deed denken en Benjamin Franklin was ontevreden over de keuze voor een adelaar of visarend als symbool. In een beroemd geworden brief merkte hij op dat de adelaar "een karakterloos dier is dat niet eerlijk aan de kost komt". Het deed ook te veel aan de Europese heraldische traditie denken.
Toch werd Franklin honorair lid. Hij was immers een burger en geen militair.
De latere President James Madison rapporteerde in 1787 tijdens een conventie over de kritiek op de te grote invloed van de Cincinnati. In de ogen van de meer egalitair en democratische politici was een goed georganiseerd gezelschap zoals dat der Cincinnati een ongewenste politieke ontwikkeling.

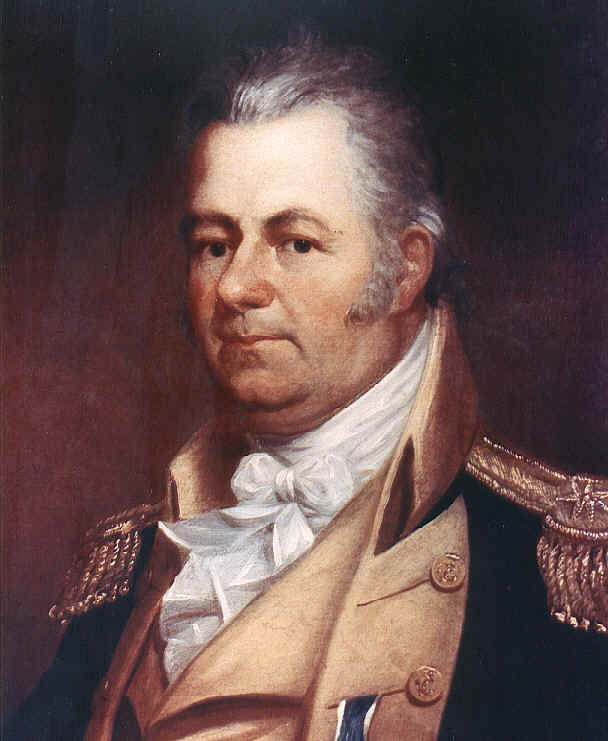
Thomas Truxtun

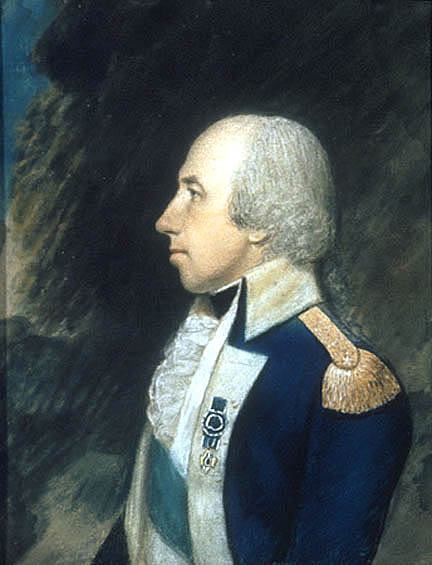
Rufus Putnam

Toen de Verenigde Staten een bureaucratie en een sterkere centrale regering vormden werd het Gezelschap der Cincinnati bij uitstek een netwerk van hoge ambtenaren en gezagsdragers.
Onder de leden vinden we vooraanstaande staatslieden en militairen zoals Axel von Fersen (van wie werd gezegd dat hij de minnaar en beschermer van Marie Antoinette was), Tadeusz Kościuszko, John Brooks, William Eustis, Christian Febiger, Alexander Hamilton, Marquis de La Fayette, Charles McKnight, Baron Von Steuben, Josiah Harmar, Thomas Posey, Richard Butler, John Trumbull, Rufus Putnam, William Stacy, James Mitchell Varnum, David Ziegler, Ebenezer Denny, Richard Varick, John Paul Jones, John Barry, Thomas Truxtun, Nathanael Greene, Anthony Wayne, Peter Gansevoort, Horatio Gates, Benjamin Lincoln, Charles C. Pinckney, Thomas Pinckney, the Piatt brothers Daniel, William and Jacob, John Sullivan, Thomas Truxton, Nathaniel Ramsey, Aaron Burr, Isaac Huger, William Stephens Smith, James Lingan, Henry Lee III, Lachlan McIntosh, William Jackson (secretary) een aantal U.S. Marshals waaronder Robert Forsyth en Allan Maclane.

## Het Gezelschap der Cincinnati in de 19e en 20e eeuw

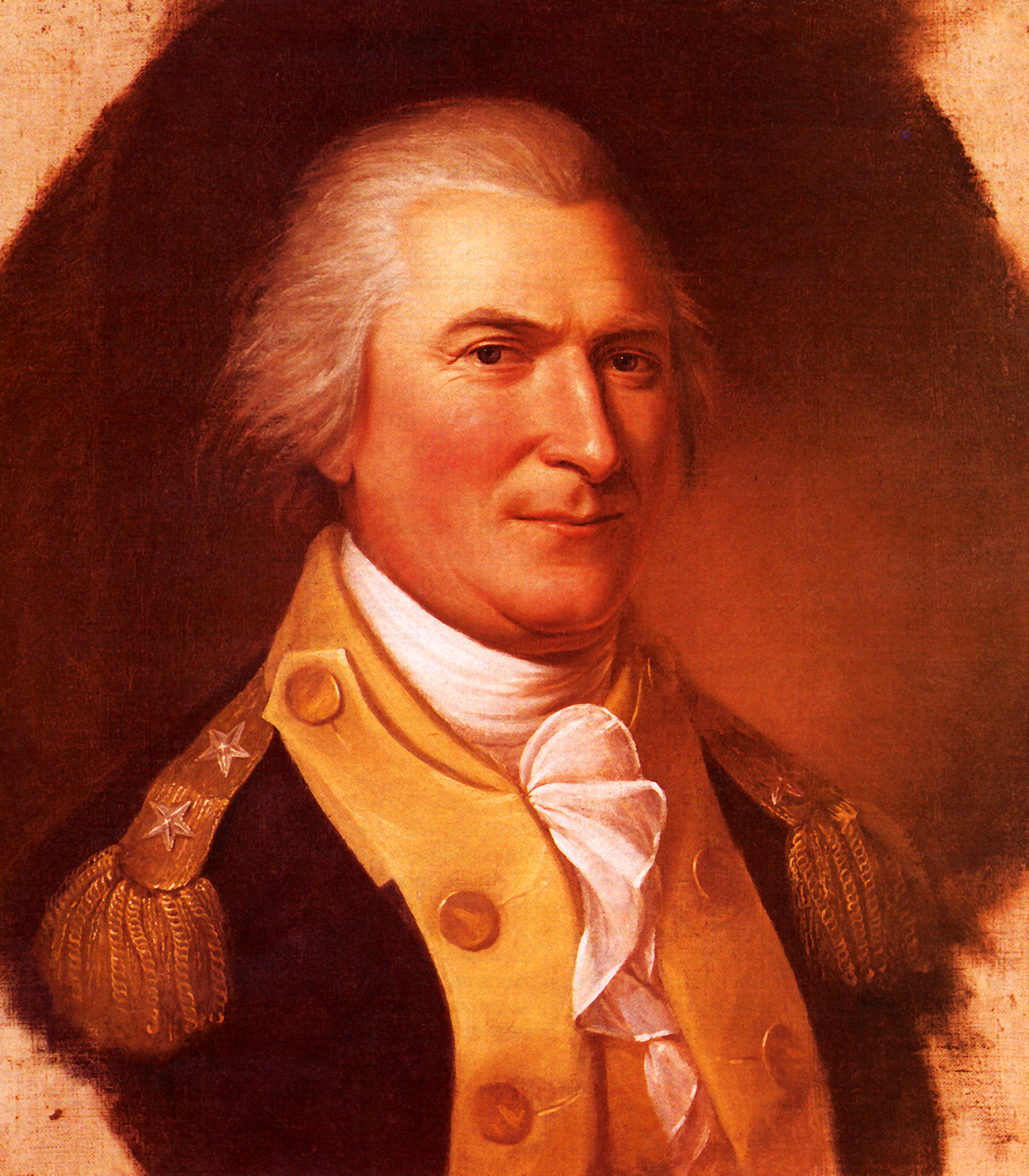
Arthur St. Clair

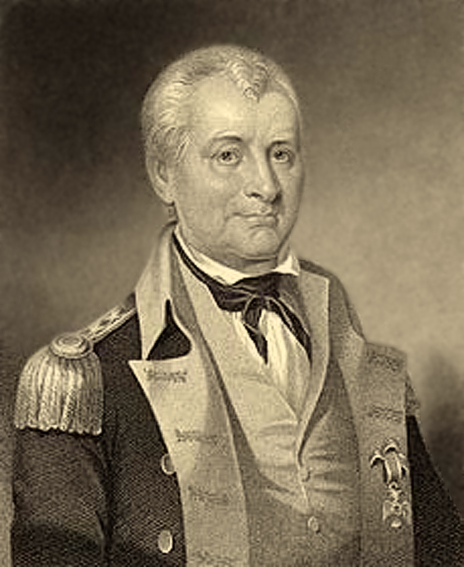
General Lachlan McIntosh

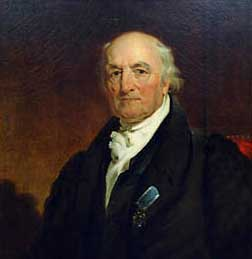
Richard Varick.

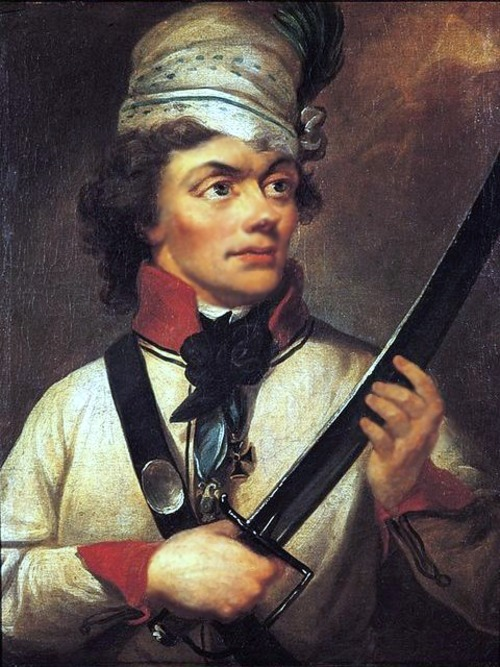
Tadeusz Kościuszko

De Cincinnati hebben een aantal steden gesticht. De stad Cincinnati in Ohio dankt haar naam aan het gezelschap. Ook Pittsburgh werd door de Cincinnati gesticht. Het was een streven van de leden om Amerika westelijk van de Ohio te koloniseren.
De Burgeroorlog verscheurde niet alleen het land maar ook de Cincinnati. De Zuidelijke bevelhebber Robert E. Lee had lid kunnen zijn en aan beide kanten van het front vochten leden van het Gezelschap der Cincinnati.
Het Gezelschap der Cincinnati heeft een bijzondere plaats in het Amerikaanse protocol. De leden hebben de honoraire rang van een Tweede Luitenant. De President-Generaal is formeel gelijkgesteld aan een territoriaal luitenant gouverneur.
De oorspronkelijke doelen zijn in de loop der jaren gerealiseerd. In 1834 werd de overlevende veteranen van de onafhankelijkheidsoorlog een pensioen verleend. De jongsten onder hen waren toen al ouder dan 70 jaar. In 1865 werden aan oorlogsverwondingen gerelateerde pensioenen en pensioenen voor weduwen en wezen van gesneuvelde militairen ingevoerd. In 1930 kreeg de Verenigde Staten een systematische zorg voor veteranen met eigen gezondheidszorg en zorg voor bejaarden
Sindsdien ziet het Gezelschap der Cincinnati zich als een "Society of Friends", niet als een politieke vereniging. Er zijn ongeveer 3700 leden en de toelatingseisen zijn nog steeds strikt. Toch maakt men een uitzondering op de strenge regels; wanneer een familienaam uitsterft kan een andere erfgenaam de plaats van een oudste zoon innemen en opvolgen als lid. Er kan niet meer dan één afstammeling tegelijk lid van het gezelschap zijn. Onder de Amerikaanse presidenten was alleen Franklin Pierce een erfelijk lid. De presidenten George Washington en James Monroe behoorden tot de oprichters. President Ronald Reagan was de laatste zittende president die tot honorair lid werd gemaakt. Zijn opvolger George Herbert Walker Bush werd na zijn aftreden tot honorair lid benoemd. De presidenten Andrew Jackson en Zachary Taylor waren al honoraire leden voordat zij in hun ambt aantraden. De presidenten James Buchanan, Benjamin Harrison, William McKinley, Theodore Roosevelt, William Howard Taft, Woodrow Wilson, Warren Gamaliel Harding, Franklin Delano Roosevelt en Harry S Truman werden tijdens hun ambtsperiode honorair lid. De presidenten Ulysses S. Grant, Grover Cleveland en Herbert Hoover werden na hun aftreden honorair lid.
Dragers van hoge onderscheidingen zoals de Medal of Honor, generaals en admiraals, ambassadeurs, gouverneurs en senatoren kunnen honorair lid van een van de veertien regionale afdelingen worden. Zij kunnen geen opvolger aanwijzen.
Een van de leden, de diplomaat Larz Anderson III was de achterkleinzoon van de patriot Richard Clough Anderson van de afdeling Virginia. Larz Andersons weduwe liet zijn stadspaleis in Washington, het Anderson House, met een groot deel van de inrichting na aan het Gezelschap der Cincinnati. Het gebouw is nu hun hoofdkwartier.

## Museum in Exeter, New Hampshire
De New Hampshire Society van de Cincinnati bezit en exploiteert het Amerikaanse Onafhankelijkheid Museum in Exeter, New Hampshire. Het museum is een particuliere, non-profit instelling. Het museum streeft ernaar een plek voor studie, onderzoek, onderwijs en interpretatie van de Amerikaanse Revolutie te zijn en om de rollen die New Hampshire, Exeter, en de familie Gilman gespeeld hebben in de oprichting van de nieuwe republiek te belichten. Het museum heeft twee zeldzame ontwerpen van de Amerikaanse grondwet in de collectie, te weten een originele Dunlap broadsidekopie uit juli 1776 van de Amerikaanse Onafhankelijkheidsverklaring, evenals een originele Badge of Military Merit, uitgereikt door George Washington aan soldaten die buitengewone moed hadden getoond.
De vaste collectie omvat onder meer Amerikaanse meubels, keramiek, zilver, textiel en militaire ephemera.

## Voetnoten
1. ↑  Tekst: "Be it known that — is a Member of the Society of the Cincinnati, instituted by the Officers of the American Army, at the Period of its Dissolution, as well as to commemorate the great Event which gave Independence to North America, as for the laudable Purpose of inculcating the Duty of laying down in Peace Arms assumed for public Defence, and of uniting in Acts of brotherly Affection, and Bonds of perpetual Friendship the Members constituting the same. In Testimony whereof I, the President of the said Society, have hereunto set my Hand at — in the State of — this — Day of — Year of our Lord One Thousand Eight Hundred and — and in the Year of the Independence of the United States. By order, — Secretary."
2. ↑  The Changing Role of America’s Veterans[dode link]
3. ↑   The "Immutable Principles"
4. ↑  . Gearchiveerd op 22 april 2023.
5. ↑  Brief van 26 januari 1784 aan Sarah Bache: The Gentleman who made the Voyage to France to provide the Ribbands & Medals has executed his Commission. To me they seem tolerably done, but all such Things are criticised... For my own part I wish the Bald Eagle had not been chosen as the Representative of our Country. He is a Bird of bad moral character. He does not get his living honestly... [The eagle] is therefore by no means a proper Emblem for the brave and honest Cincinnati of America who have driven all the King birds from our Country, tho' exactly fit that Order of Knights which the French call Chevalieres d'Industrie.
6. ↑  https://web.archive.org/web/20060829141408/http://www.yale.edu/lawweb/avalon/debates/725.htm The Debates in the Federal Convention of 1787, reported by James Madison]." 25 July 1787
7. ↑   Congressional Order of Thursday, January 29, 1885
8. ↑  territorial lieutenant governor